# Arquipélago Toscano

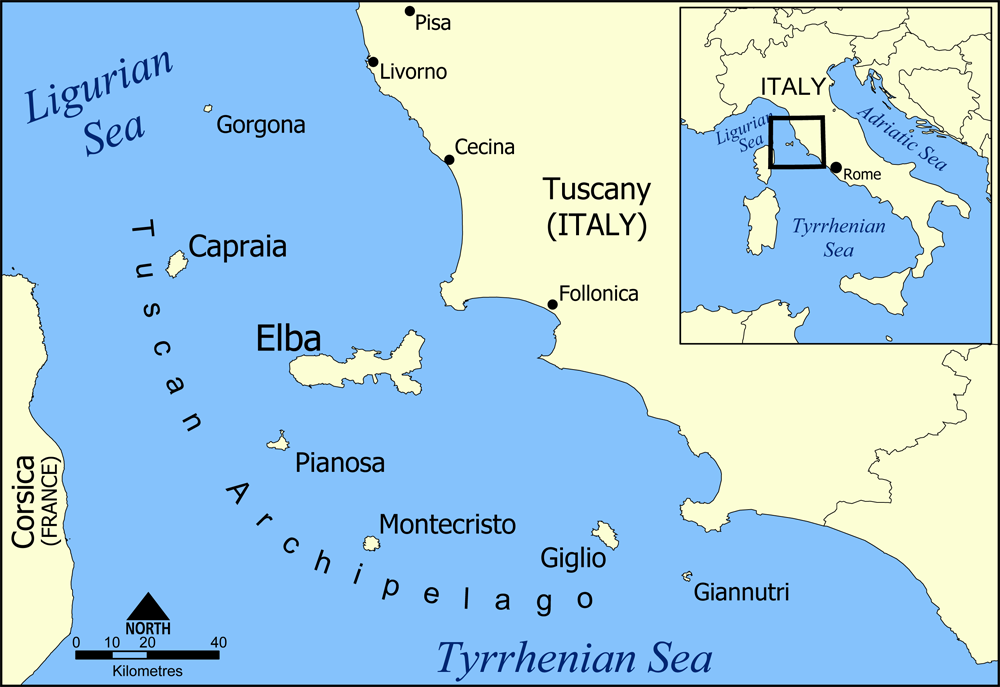
Arquipélago Toscano

O Arquipélago Toscano é um conjunto de ilhas no Mediterrâneo, entre o Mar Lígure e Mar Tirreno, a oeste da Toscânia, na Itália.
O arquipélago é composto pelas ilhas de Elba, Pianosa, Capraia, Montecristo, Giglio, Gorgona e Giannutri, que fazem parte do Parque Nacional do Arquipélago da Toscânia.
A sua localização próxima das principais cidades, tornam este local uma atracção turística.
| Ilhas       | km²     | População |
| ----------- | ------- | --------- |
| Elba        | 224     | 30 000    |
| Pianosa     | 10      | 0         |
| Capraia     | 19      | 366       |
| Montecristo | 13      | 0         |
| Giglio      | 24      | 1553      |
| Gorgona     | 2       | 220       |
| Giannutri   | 3       | 102       |
| Total:      | 295 km² | 31 875    |